# Streckhuvad trädklättrare
Streckhuvad trädklättrare (Lepidocolaptes souleyetii) är en fågel i familjen ugnfåglar inom ordningen tättingar.

## Utseende
Streckhuvad trädklättrare är en medelstor trädklättrare med rätt slank och något nedåtböjd näbb. På huvud och rygg har den ljus och tunn men distinkt streckning. Den förväxlas lätt med den större arten vitnäbbad trädklättrare, men den är mer skogslevande och har en större och rakare näbb.

## Utbredning och systematik
Streckhuvad trädklättrare delas in i sju underarter med följande utbredning:
- Lepidocolaptes souleyetii guerrerensis – västra Mexiko (södra Sierra Madre de Chiapas i Guerrero och sydvästra Oaxaca)
- Lepidocolaptes souleyetii compressus – södra Mexiko (Veracruz och Chiapas) till västra Panama
- Lepidocolaptes souleyetii lineaticeps – centrala och östra Panama till norra Colombia och västra Venezuela
- Lepidocolaptes souleyetii littoralis – tropiska nordvästra Colombia till Guyana och näraliggande norra Brasilien samt Trinidad
- Lepidocolaptes souleyetii uaireni – sydöstligaste Venezuela (områden invid Rio Uairen i sydöstra Bolívar)
- Lepidocolaptes souleyetii esmeraldae – tropiska sydvästra Colombia (Nariño) och västra Ecuador (i söder till El Oro)
- Lepidocolaptes souleyetii souleyetii – tropiska sydvästra Ecuador och nordvästra Peru (i söder till Lambayeque)

## Levnadssätt
Streckhuvad trädklättrare är en ganska vanlig fågel i tropiska låglänta områden. Där föredrar den skogsbryn, öppet skogslandskap och häckar med höga träd. Den födosöker likt andra trädklättrare likt en hackspett på trädstammar och större grenar, vanligen klättrande i spiral uppför ett träd för att sedan flyga och landa lågt på nästa.

## Status och hot
Arten har ett stort utbredningsområde, men tros minska i antal, dock inte tillräckligt kraftigt för att den ska betraktas som hotad. Internationella naturvårdsunionen IUCN listar arten som livskraftig (LC). Beståndet uppskattas till i storleksordningen en halv miljon till fem miljoner vuxna individer.